# Калката
Калка̀та (на италиански: Calgata, на местен диалект Cargàta, Каргата) е село и община в Централна Италия, провинция Витербо, регион Лацио. Разположено е на 220 m надморска височина. Населението на общината е 924 души (към 2010 г.).